# Peruanische Fußballnationalmannschaft (U-17-Juniorinnen)
Die peruanische U-17-Fußballnationalmannschaft der Frauen repräsentiert Peru im internationalen Frauenfußball. Die Nationalmannschaft untersteht der Federación Peruana de Fútbol und wird von Conrad Flores trainiert.
Die Mannschaft tritt bei der U-17-Südamerikameisterschaft und (theoretisch) auch bei der U-17-Weltmeisterschaft für Peru an. Bislang ist es dem Team jedoch nie gelungen, sich für eine WM-Endrunde zu qualifizieren. Auch bei der Südamerikameisterschaft kam die peruanische U-17-Auswahl bisher nie über die Gruppenphase hinaus und erreichte 2008 als Dritter der Vorrundengruppe ihr bestes Ergebnis.

## Turnierbilanz

### Weltmeisterschaft
| Jahr   | Gastgeber           | Platzierung        |
| ------ | ------------------- | ------------------ |
| 2008   | Neuseeland          | nicht qualifiziert |
| 2010   | Trinidad und Tobago | nicht qualifiziert |
| 2012   | Aserbaidschan       | nicht qualifiziert |
| 2014   | Costa Rica          | nicht qualifiziert |
| 2016   | Jordanien           | nicht qualifiziert |
| 2018   | Uruguay             | nicht qualifiziert |
| 2021 1 | Indien 1            | – 1                |
| 2022   | Indien              | nicht qualifiziert |

### Südamerikameisterschaft
| Jahr   | Gastgeber   | Platzierung  |
| ------ | ----------- | ------------ |
| 2008   | Chile       | Gruppenphase |
| 2010   | Brasilien   | Gruppenphase |
| 2012   | Bolivien    | Gruppenphase |
| 2013   | Paraguay    | Gruppenphase |
| 2016   | Venezuela   | Gruppenphase |
| 2018   | Argentinien | Gruppenphase |
| 2020 2 | Uruguay 2   | – 2          |
| 2022   | Uruguay     | Gruppenphase |